# てんのみかく
『てんのみかく』はロックバンド・GO!GO!7188のボーカル&ギター担当のゆうこと中島優美が2004年2月25日に発売した1枚目のソロ・アルバムである。

## 解説
中島優美がGO!GO!7188所属時代に“ゆう”名義でリリースしたセルフプロデュースによるソロ・アルバム。ゆう自身がすべての作詞・作曲を手掛けた全10曲を収録。またレコーディングには山川浩正（THE BOOM）、鈴木正人（LITTLE CREATURES）、LOVE JETSらが参加している。
初回限定盤にはアルバム・コンセプトにちなんだスペシャル映像収録のDVDが付属する。

## 収録曲
| 全作詞・作曲: 中島優美。 |                    |          |            |      |
| #                        | タイトル           | 作詞     | 作曲・編曲 | 時間 |
| 1.                       | 「蓮」             | 中島優美 | 中島優美   | 5:16 |
| 2.                       | 「終末」           | 中島優美 | 中島優美   | 5:06 |
| 3.                       | 「黒蜜」           | 中島優美 | 中島優美   | 3:40 |
| 4.                       | 「蜜月」           | 中島優美 | 中島優美   | 4:44 |
| 5.                       | 「戦場のチェリー」 | 中島優美 | 中島優美   | 3:58 |
| 6.                       | 「胡麻擂り」       | 中島優美 | 中島優美   | 4:28 |
| 7.                       | 「甘い水」         | 中島優美 | 中島優美   | 6:51 |
| 8.                       | 「葉月」           | 中島優美 | 中島優美   | 4:40 |
| 9.                       | 「天邪鬼」         | 中島優美 | 中島優美   | 4:43 |
| 10.                      | 「小豆」           | 中島優美 | 中島優美   | 6:32 |